# Arsenal Football Club
|  | No s'ha de confondre amb Arsenal Fútbol Club. |

L'Arsenal Football Club és un club de futbol professional del districte londinenc d'Islington (Anglaterra) que juga a la Premier League, la màxima categoria del futbol anglès. És un dels clubs més destacats i històrics d'Anglaterra, i un dels més guanyadors de títols del futbol anglès: més de 40 títols al seu país, incloent 13 campionats de lliga i un rècord de 14 Copes d'Anglaterra; i dos títols internacionals. L'Arsenal té una de les aficions més nombroses del món.  Segons el lloc web d'esports empresarials Sportico el club és dins del grup dels 10 més valuosos del món el 2025, amb un valor d'uns 4.490 milions de lliures esterlines (5.335 milions d'Euros el 2025). De manera similar el va avaluar la revista Forbes el 2024.

## Resum històric
Fundat el 1886 al sud-est de Londres, el 1893 va esdevenir el primer club del sud d'Anglaterra a unir-se a la Football League. Va guanyar els seus primers títols —cinc lligues i dues FA Cups— als anys 1930. Després d'un període d'escassetat als anys posteriors a la Segona Guerra Mundial, va esdevenir el segon club del segle xx a guanyar el doblet, obtenint el Campionat de Lliga i la FA Cup de la temporada 1970-71. Els èxits van continuar els anys 1990 i 2000, quan l'Arsenal va guanyar un doblet de copes nacionals, dos doblets de Lliga i Copa, i dos bicampionats de la Copa d'Anglaterra. Va finalitzar una temporada de Lliga invicte i va esdevenir el primer club de Londres a arribar a la final de la Lliga de Campions de la UEFA.
Els colors tradicionals del club, el blanc i el vermell, han evolucionat amb el temps. De la mateixa manera, va anar canviant la ubicació del club; fundat en el districte de Woolwich, al sud-est de Londres, el 1913 es va mudar al nord de Londres, més exactament en el districte de Highbury, on va ser establert l'Arsenal Stadium, que va funcionar fins a l'any 2006, on es va fer un trasllat més curt, cap als voltants de Holloway, on es va aixecar l'actual Emirates Stadium. L'estada històrica de l'Arsenal al nord de Londres, ha creat amb el temps una forta rivalitat amb el Tottenham Hotspur FC, coneguda com el Derbi del Nord de Londres.

## Història

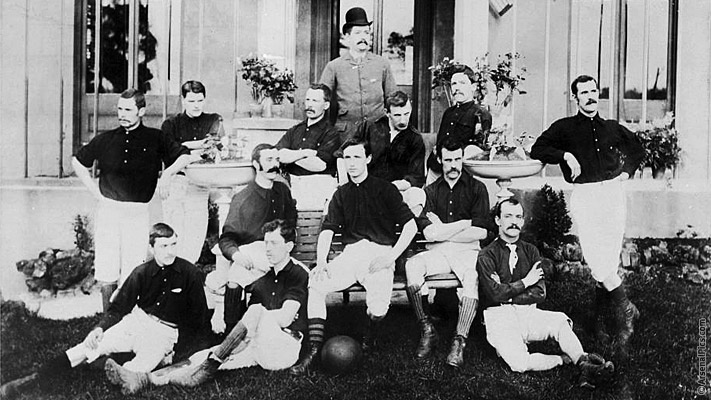
L'equip del Royal Arsenal el 1888.

El club va ser fundat al sud-est de Londres l'any 1886 amb el nom de Dial Square, per treballadors d'una fàbrica d'armament de Woolwich. Ràpidament fou rebatejat Royal Arsenal. El club es va traslladar a Invicta Ground a Plumstead el 1890. L'any 1891 es convertí en professional i es reanomenà Woolwich Arsenal. Dos anys més tard ingressa a la Football League. L'any 1904 aconseguí el seu primer ascens a la primera divisió anglesa. No obstant això, el club no aconseguí grans èxits i patí problemes econòmics. El 1913 es va moure a l'actual ubicació a Highbury, al nord de la ciutat i l'any següent va treure el terme Woolwich del seu nom per adoptar l'actual Arsenal Football Club.
L'any 1925 fitxà Herbert Chapman com a entrenador i començà l'època de majors èxits del club gràcies a unes tàctiques revolucionàries i a grans jugadors com Alex James i Cliff Bastin. Entre 1930 i 1938 el club guanyà cinc lligues i dues copes. Chapman no aconseguí veure tots aquests títols, ja que va morir de pneumònia el 1934. Després de la Segona Guerra Mundial el club guanyà dues noves lligues i una copa, però els resultats no foren tan brillants com en la dècada dels 30, tot i la presència a la banqueta del mític capità de la selecció anglesa Billy Wright.
La segona gran època del club comença el 1966 amb Bertie Mee. El 1970 guanyà el seu primer títol europeu, la Copa de les Ciutats en Fires. L'any següent aconseguí el doblet (lliga i copa), al que cal sumar diversos subcampionats i una nova copa anglesa el 1979.
El retorn d'un antic jugador, George Graham, com a entrenador el 1986 inicià la seva tercera gran època, amb la lliga del 1989, la Recopa d'Europa del 1994 i diverses copes angleses més. L'any 1996 firmà com a entrenador el francès Arsène Wenger amb qui l'equip continuà la seva època d'èxits, destacant els doblets del 1998 i 2002 i dos noves copes angleses el 2003 i el 2005, amb una nova lliga el 2004.
L'agost del 2006, el club inaugurà el seu nou estadi, l'Emirates Stadium, a Ashburton Grove. Entre el 1913 i el 2006 el seu estadi fou l'Arsenal Stadium, també conegut com a Highbury.

### Fundació

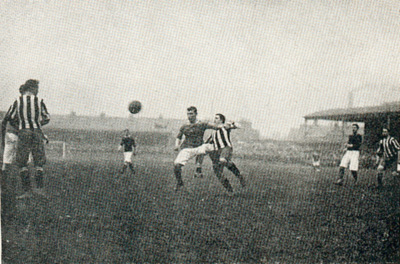
El Woolwich Arsenal (amb camises fosques) jugant contra el Newcastle United (amb camises a ratlles) en una semifinal de la FA Cup —per primera vegada— en el Victoria Ground, Stoke.

L'Arsenal Football Club va ser fundat formalment el 1886 sota el nom de «Dial Square» per empleats de l'àrea del mateix nom del Royal Arsenal, una fàbrica d'armaments a Woolwich, al sud-est de Londres. El club va canviar el seu nom a «Woolwich Arsenal» després de convertir-se en societat anònima el 1893. El club va esdevenir el primer del sud de Londres a ser admès a la Football League. Des de 1893 a 1904, el Woolwich Arsenal va jugar a l'extinta Segona Divisió de la Football League (segona categoria), fins a aconseguir l'ascens a la First Division (màxima categoria) el 1904. El relatiu aïllament geogràfic de l'Arsenal pel que fa als altres clubs de la Football League va portar com a conseqüències baixes assistències als partits de local a comparació dels altres clubs, alguna cosa que va contreure seriosos problemes financers i la declaració de fallida el 1910. No obstant això, la desaparició es va evitar en ser comprat pels empresaris Henry Norris i William Hall. Norris va intentar traslladar al club a una altra ubicació, i el 1913, poc després de descendir a la Second Division, en finalitzar les obres de construcció de l'Arsenal Stadium en el districte d'Highbury, al nord de Londres, el club es va traslladar a la seva nova ubicació. D'altra banda, va ser eliminada la paraula Woolwich del nom del club, passant a la seva nova denominació «The Arsenal». L'Arsenal va finalitzar en la cinquena posició de la Second Division en la temporada 1914-15, l'última abans de la Primera Guerra Mundial, que va suspendre l'activitat del futbol anglès per quatre anys. En finalitzar la guerra i reprendre's el futbol, l'Arsenal va ser triat, a costa dels seus rivals locals Tottenham Hotspur FC, per participar en la First Division en la temporada 1919-20. Alguns llibres han informat que aquesta elecció a la màxima categoria es va aconseguir per mitjans dubtosos. S'ha al·legat que l'elecció a la màxima categoria de l'Arsenal, ha estat per raons històriques, més que per mèrit esportiu. Altres llibres afirmen que ha estat gràcies a les accions solapades realitzades per Henry Norris, qui va ser president del club en aquests anys; aquestes acusacions van de les manipulacions polítiques als suborns. Mai s'ha trobat cap prova ferma de qualsevol delicte.
L'Arsenal va nomenar a Herbert Chapman com a entrenador el 1925. Chapman havia entrenat a l'equip del Huddersfield Town, que havia guanyat el campionat de Lliga en les temporades 1923-24 i 1924-25. Amb Chapman, el club va guanyar els seus primers títols, gràcies als seus revolucionaris plantejaments tàctics, i juntament amb els fitxatges de jugadors estrelles com Alex James i Cliff Bastin, es van assentar les bases d'un equip que va dominar el futbol anglès en els anys 1930. L'Arsenal va guanyar la FA Cup el 1930 i dos campionats de lliga en les temporades 1930-31 i 1932-33. Addicionalment, l'estació del metro local, originalment anomenada «Gillespie Road» va passar a anomenar-se «Arsenal» en honor del club, per la qual cosa és l'única estació de metro a ser nomenada específicament per un club de futbol. Va ser eliminat l'article The en el nom del club, passant a la seva actual denominació, «Arsenal Football Club».

### 1930–1970

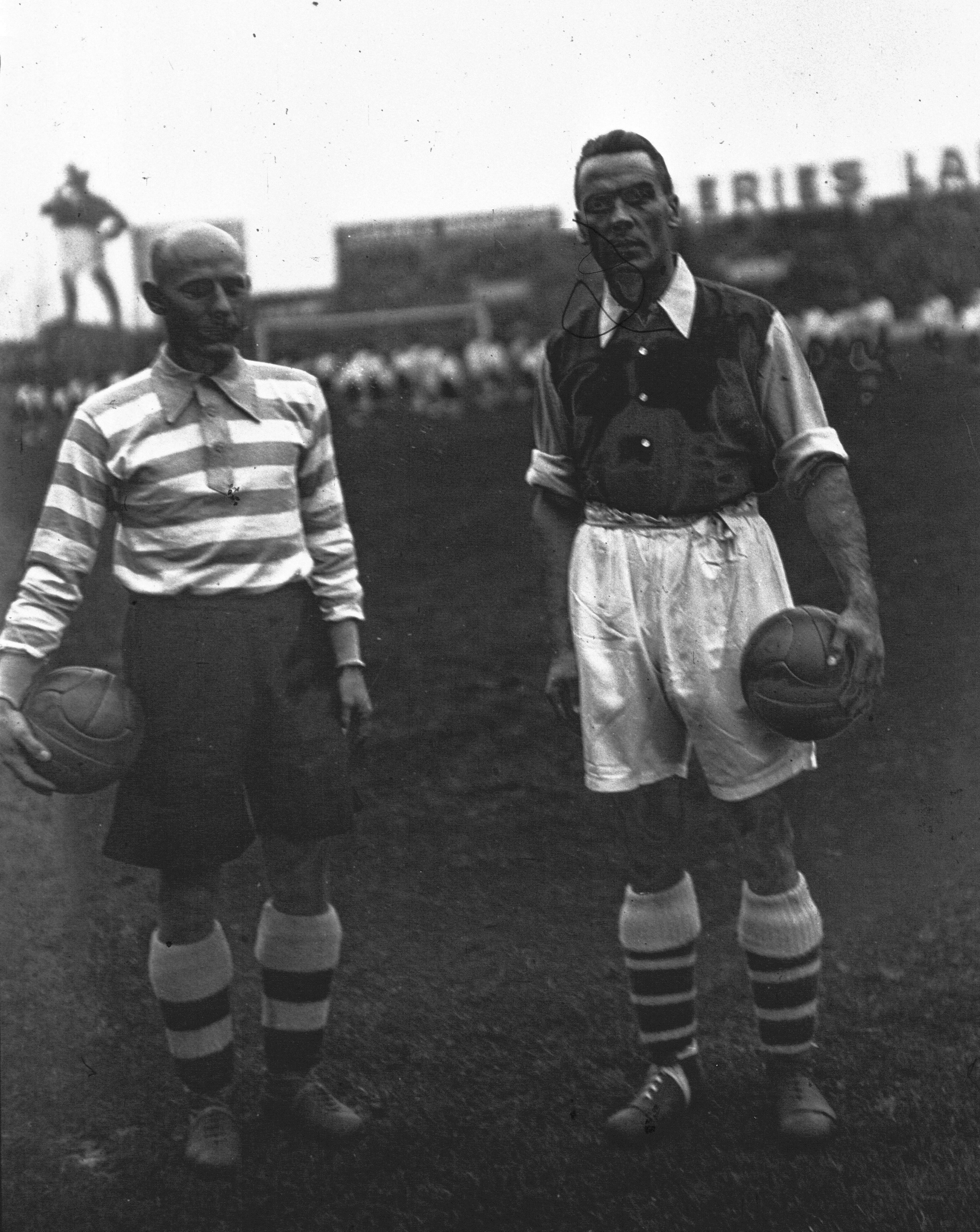
Foto dels capitans de l'Arsenal i del Racing Club de France en un partit d'exhibició entre tots dos equips el 1934.

Chapman va morir sobtadament de pneumònia a principis de 1934, deixant a Joe Shaw i George Allison al comandament de l'Arsenal. Sota la seva conducció, l'Arsenal va guanyar el títol de lliga en les temporades 1933-34, 1934-35 i 1937-38, i una FA Cup el 1936. Així mateix, i gràcies a la seva excel·lent situació econòmica financera, el club es va guanyar el sobrenom de «Bank of England club» —traducció: Club del Banc d'Anglaterra. Com els jugadors clau d'aquell equip de l'Arsenal es van retirar, l'Arsenal havia començat a esvair-se a la fi de la dècada, i després de la intervenció del Regne Unit en la Segona Guerra Mundial, el futbol professional competitiu a Anglaterra va ser suspès.
Després de l'esmentada guerra, sota la conducció del successor d'Allison Tom Whittaker, el club va guanyar dos campionats de lliga (1947-48 i 1952-53), i una FA Cup el 1950. No obstant això, després d'aquests dos períodes, va arribar un temps de mediocritat per a l'Arsenal. Davant la incapacitat de portar als jugadors del mateix calibre com ho havien fet en els anys 1930, el club va passar la major part dels anys 1950 i 1960 en general en la meitat de taula de la lliga, sense guanyar trofeus. Fins i tot l'ex capità de la Selecció de futbol d'Anglaterra Billy Wright, no va poder aconseguir títols com a entrenador al club, en un període comprès entre 1962 i 1966.

### 1970–1990
L'Arsenal va nomenar per sorpresa al fisioterapeuta del club Bertie Pixi com a entrenador el 1966. Després de perdre dos finals consecutives de la Copa de la Lliga d'Anglaterra, el club va guanyar el seu primer títol europeu, la Copa de Fires 1969-70. A aquest títol se li va sumar el vuitè títol de lliga del club i la seva quarta FA Cup. Aquests dos últims títols van ser en la temporada 1970-71, sent així el primer doblet en la història del club. Això va marcar un punt alt a inicis de la dècada de 1970. No obstant això, l'Arsenal no va saber capitalitzar el seu èxit i va passar la majoria dels anys de mitjans dels 70 en llocs de la meitat de la taula, destacant-se solament els subcampionats de la FA Cup 1971-72 i de la First Division 1972-73. Així mateix, l'Arsenal va participar, en la temporada 1971-72 com a campió de Lliga, per primera vegada en la Copa d'Europa, arribant fins a quarts de final.
El 9 de juliol de 1976, Terry Neill, amb 34 anys, va ser reclutat per la junta directiva de l'Arsenal per reemplaçar Bertie Pixi, i amb aquesta edat va esdevenir l'entrenador de l'Arsenal més jove fins avui. Amb els nous fitxatges com Malcolm Macdonald i Pat Jennings, i la promoció al primer equip dels juvenils Liam Brady i Frank Stapleton, el club va aconseguir formar un equip competitiu que va arribar a la Final de la Recopa d'Europa 1979-80 (perdent-la per torn de penals davant el València CF). Va aconseguir tres finals consecutives de la FA Cup, (1978, 1979 i 1980), guanyant la de 1979, davant el Manchester United FC per 3-2, en un partit considerat per molts com un clàssic. Una enquesta duta a terme entre seguidors del futbol anglès l'any 2005 van qualificar a la final de la FA Cup de 1979 com el 15è millor partit en la història del futbol a Anglaterra.
L'exjugador del club George Graham va ser contractat com a entrenador el 1986. Sota la seva conducció, el club va guanyar la Copa de la Lliga el 1987, en la seva primera temporada en el càrrec. A aquesta copa se li va sumar un nou títol de lliga en la temporada 1988-89, guanyant l'últim partit de la temporada amb un gol en temps afegit del migcampista Michael Thomas davant qui marxava líder, el Liverpool FC. «L'Arsenal de Graham» va obtenir la desena lliga de la First Division per al club en la temporada 1990-91, perdent només un partit, un doblet de la FA Cup i la Copa de la Lliga en la temporada 1992-93, i un segon trofeu europeu, la Recopa d'Europa 1993-94. La reputació de Graham es va veure entelada quan va ser descobert de suborn, després d'haver pres diners de Rune Hauge, un agent noruec, per a la signatura de certs jugadors. Davant aquesta situació, la direcció de l'Arsenal va decidir acomiadar-lo el 1995. Graham va ser suspès per un any per l'Associació de Futbol per la seva implicació en l'escàndol després que va admetre que havia rebut un "regal no sol·licitat" de Hauge.
El seu reemplaçament, Bruce Rioch, va durar només una temporada, deixant el club després d'una disputa de fons amb la junta directiva.

### Des del 1990

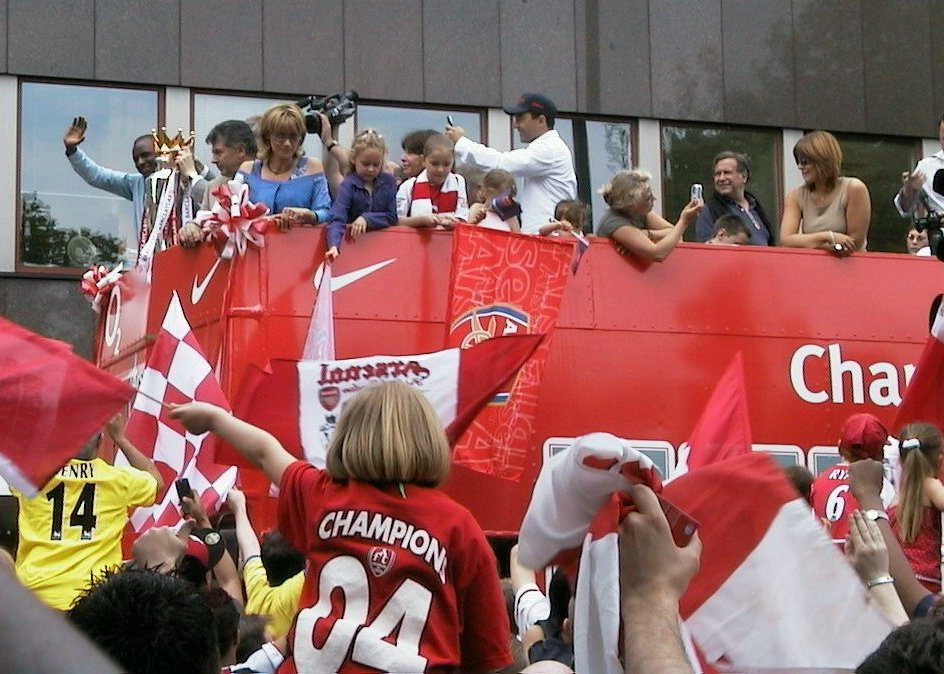
Els jugadors i afeccionats de l'Arsenal celebren el seu títol de 2004 amb un autobús de sostre descobert.

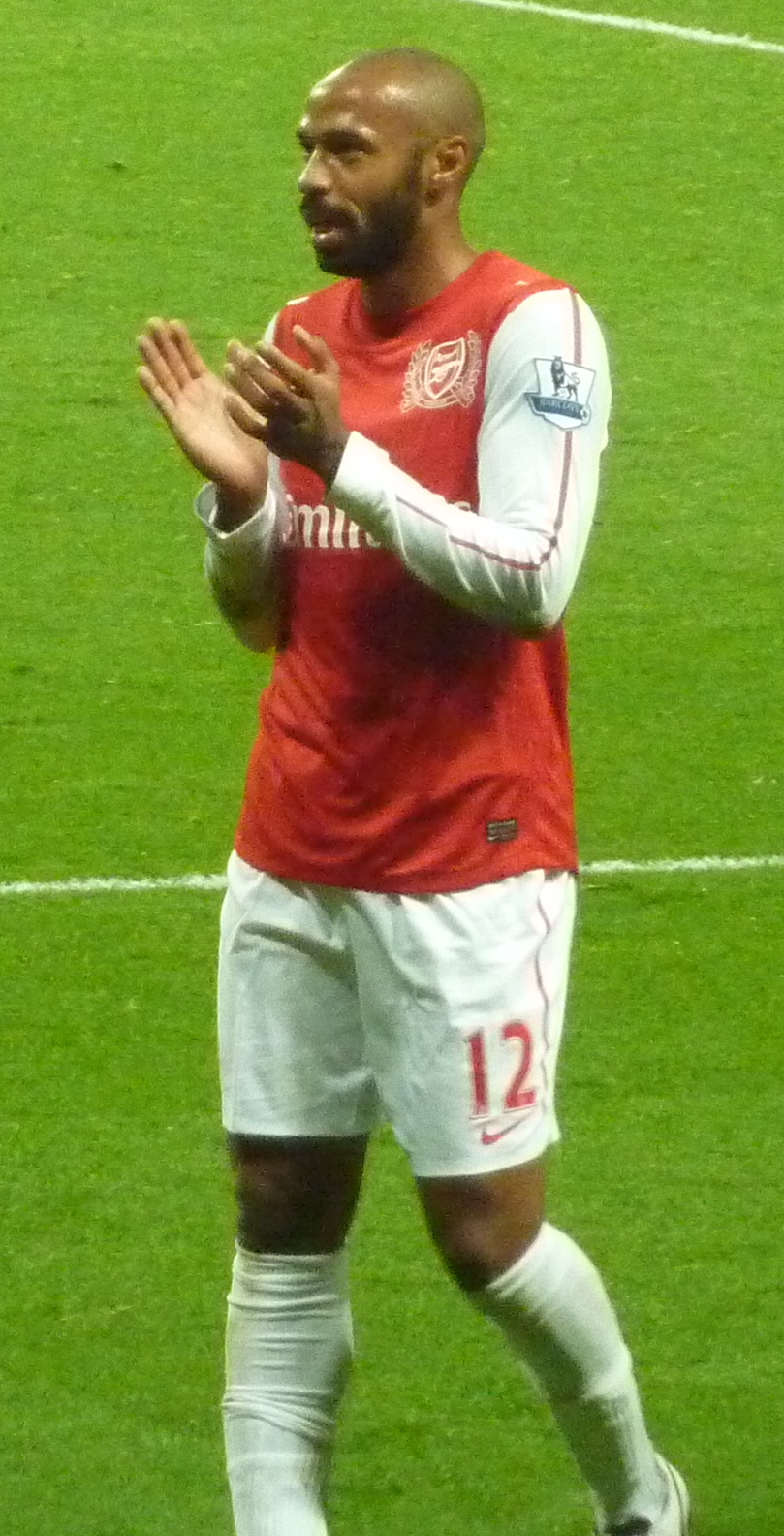
Thierry Henry és el màxim golejador de la història de l'Arsenal, amb 228 gols en totes les competicions.

L'èxit del club en la dècada de 1990 i la primera dècada del segle xxi va ser gràcies al nomenament el 1996 d'Arsène Wenger com a entrenador. Wenger va portar noves tàctiques, un nou règim d'entrenament i diversos jugadors estrangers que complementen el talent anglès existent. L'Arsenal va obtenir un nou doblet de Lliga i Copa en la temporada 1997-98 i un tercer en la temporada 2001-02. A més, el club va arribar a la final de la Copa de la UEFA 1999-00 (perdent davant el Galatasaray turc). Entre altres títols, va obtenir dos FA Cups (2002-03 i 2004-05), i va guanyar la Premier League en la temporada 2003-04 sense perdre un sol partit, un assoliment que li va valer el sobrenom de «The Invincibles» —traducció: Els invencibles.
L'Arsenal va acabar en el primer o segon lloc de la lliga en vuit de les primeres onze temporades de Wenger en el club, encara que en cap ocasió van ser capaços de retenir el títol. A partir de juliol de 2013, el club és un dels cinc equips —els altres són el Manchester United FC, el Blackburn Rovers, el Chelsea FC i el Manchester City— que han guanyat la Premier League des de la seva formació el 1992. L'Arsenal mai ha progressat més enllà dels quarts de final de la Lliga de Campions de la UEFA fins a l'edició 2005-06; en aquesta temporada va esdevenir el primer club de Londres en cinquanta anys d'història de la competició a arribar a la final de la competició, en la qual van ser derrotats per 2 gols a 1 davant el FC Barcelona. El juliol de 2006, es va traslladar a l'actual Emirates Stadium, després de 93 anys en el districte de Highbury.
L'Arsenal va arribar a la final de la Copa de la Lliga d'Anglaterra el 2007 i el 2011, perdent per 2-1 davant el Chelsea i el Birmingham City, respectivament. Després de vuit anys sense guanyar títols, el 17 de maig de 2014 va vèncer el Hull City en la final de la FA Cup 2013-14, en revertir un desavantatge de 0-2 per guanyar el partit per 3-2 a l'Estadi de Wembley. Aquest títol va classificar al club per disputar la Community Shield 2014 davant el Manchester City, campió de la Premier League 2013-14. L'Arsenal va obtenir un rotund triomf per 3-0 en aquest partit, guanyant el seu segon trofeu en tres mesos. Nou mesos després del seu triomf en la Community Shield 2014, l'Arsenal va obtenir el bicampionat de la FA Cup, golejant a l'Aston Villa per 4-0 en la final de l'edició 2014-15, convertint-se en el club més reeixit en la història del torneig amb 12 títols.

## Escut

Primer escut del Royal Arsenal (1888).

Escut de l'Arsenal (1949-2002).

Des de la fundació del club, l'Arsenal ha tingut múltiples escuts, tots ells amb petites modificacions. El primer escut del Royal Arsenal va comptar amb tres canons orientats cap amunt, apuntant cap al nord, similar a l'escut d'armes de la Ciutat metropolitana de Woolwich (avui traslladat a l'escut d'armes de la ciutat reial de Greenwich). Aquests de vegades poden ser confosos amb xemeneies, però la presència d'un cap de lleó tallat i un cascavell a cada costat són indicadors clars que són canons. Aquest escut va deixar d'utilitzar-se després de la mudança a Highbury el 1913, només per ser reinstal·lat el 1922; aquest mateix any, el club va adoptar el primer escut amb un sol canó, apuntant cap a l'est. Aquest escut només va ser usat fins a 1925, quan el canó es va canviar d'orientació cap a l'oest i a l'esquerra d'aquest figurava el sobrenom de l'equip, The Gunners.
El 1949 el club va donar a conèixer un escut modernitzat amb el mateix estil de canó a continuació del nom del club, escrit en lletra gòtica. Per sota d'ell, es trobava l'escut d'armes del Municipi metropolità d'Islington i un pergamí inscrit amb el recentment adoptat lema del club, «Victoria Concordia Crescit» —traducció: "La victòria ve de l'harmonia". El lema va ser encunyat per l'editor de programes del club Harry Homer. Per primera vegada l'escut venia amb colors, en aquest cas en vermell, verd i daurat. A causa de les nombroses revisions de l'escut, l'Arsenal va ser incapaç de posseir els drets d'autor del mateix. Encara que el club havia aconseguit registrar-ho com a marca, el club havia tingut una llarga batalla legal amb un comerciant local del carrer que venia de manera "no oficial" mercaderia de l'Arsenal. L'Arsenal finalment va buscar una protecció legal més completa. Per tant, el 2002 es va introduir un nou escut amb línies corbes més modernes i un estil simplificat, que era de drets d'autor. El canó s'adreça a l'est i el nom del club està escrit en una tipografia sans-serif damunt del canó. El verd va ser substituït pel blau fosc. El nou escut va rebre una resposta crítica de molts seguidors. L'Associació Independent d'Afeccionats de l'Arsenal va afirmar que el club va fer cas omís de la major part de la història de l'Arsenal i amb una tradició radical de disseny modern, i que els afeccionats no havien estat adequadament consultats sobre el tema.
Fins a la dècada de 1960, va ser usada una insígnia especial només per als partits d'alta rellevància, com la final de la FA Cup. La insígnia consistia en general en un monograma amb les inicials del club en vermell sobre un fons blanc.
El monograma va ser convertit en una insígnia d'estil Art déco, en el qual les lletres «A» i «C» emmarquen una pilota de futbol en lloc de la lletra «F», el conjunt dins d'una frontera hexagonal. Aquest exemple primerenc d'un logotip corporatiu, introduït com a part d'una nova marca de per part de Herbert Chapman del club en els anys 1930, va ser usat no només en la samarreta per als partits de la final de la FA Cup, sinó també com un símbol de l'Arsenal Stadium, col·locant-se en el cim de l'entrada principal i en els pisos de la seu. Des de 1967, un canó blanc va ser usat regularment en les samarretes, fins a la seva substitució per l'escut del club, de vegades amb l'addició del sobrenom The Gunners, en la dècada de 1990.
La temporada 2011-12, l'Arsenal va celebrar el seu 125è aniversari. Les celebracions van incloure una versió modificada de l'escut, que va portar en les seves samarretes durant aquesta temporada. L'escut era tot blanc, envoltat de 15 fulles de roure a la dreta i juntament amb unes fulles d'una corona de llorers a l'esquerra. Les fulles de roure representen als quinze membres fundadors del club que es van reunir en el bar Royal Oak el 1886. Les 15 fulles de llorer representen els sis penics pagats pels quinze homes que van fundar el club, i la fortalesa. Per completar l'escut, els anys 1886 i 2011 es mostren a banda i banda de la llegenda «Forward» en la part inferior de l'escut.

## Uniforme i colors

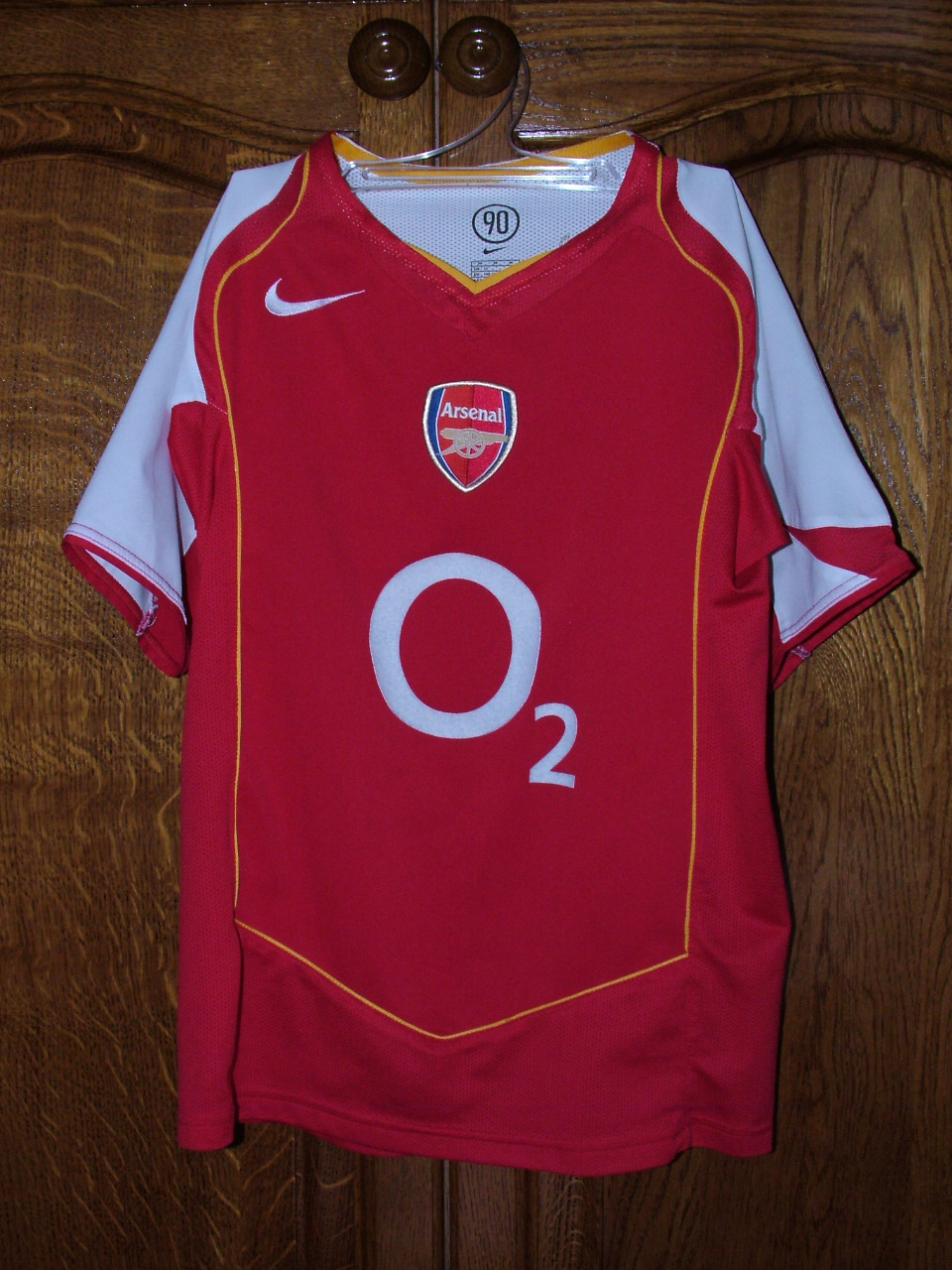
Indumentària utilitzada en els partits de local en la temporada 2004-05.

L'equip jugà primer amb samarreta de ratlles vermelles i blau cel fins al 1895 en què adoptà un uniforme tot vermell fort. L'any 1933 adoptà els seus actuals colors, vermell amb mànigues blanques i pantalons blancs. La temporada 2005-06, l'última en què el club disputà els seus partits a Highbury, l'equip va tornar a adoptar la samarreta vermell fort com a homenatge a la que usava la primera temporada que va jugar a l'estadi, el 1913.
Durant gran part de la història de l'Arsenal, els seus colors han estat camises vermelles brillants amb mànigues blanques i pantalons blancs, encara que això no ha estat sempre el cas. L'elecció del vermell està en el reconeixement d'una donació de caritat del Nottingham Forest, poc després de la fundació de l'Arsenal el 1886. Els fundadors del Dial Square, Fred Beardsley i Morris Bats, van ser jugadors del Forest que es van mudar a Woolwich a treballar. Quan van fundar el club en aquell lloc, no tenien equipament, llavors van escriure una nota a la directiva del Nottingham Forest per obtenir ajuda, i van rebre de regal un equip complet i una pilota. L'uniforme (o kit en anglès) originalment va ser vermell complet, però d'un vermell gairebé porpra.
El 1933, Herbert Chapman, volent veure als seus jugadors vestits d'una manera més original, va actualitzar l'uniforme agregant-li mànigues i pantalons blancs, aclarint el vermell, traient l'efecte "pillar box". Dues possibilitats s'han suggerit per a l'origen de les mànigues blanques. Una història informa que Chapman va notar que un partidari a les graderies portava un suèter sense mànigues vermella sobre una camisa blanca; una altra era que ell es va inspirar en un vestit similar usat pel dibuixant Tom Webster, amb qui Chapman va jugar al golf.
Independentment de si la història és veritable o no, l'Arsenal finalment va establir aquestes samarretes pels seus partits que disputa com a local, convertint-se amb el pas dels anys en un símbol del club, i vestint des de llavors així, amb l'excepció de dues temporades. La primera va ser la temporada 1966-67, quan l'Arsenal portava samarretes de diversos tons de vermell; no obstant això, la samarreta no va atreure molt a l'afició i les mànigues blanques van tornar la temporada següent. La segona excepció va ser la temporada 2005-06, l'última temporada que l'Arsenal va jugar en el seu antic estadi a Highbury, quan l'equip va utilitzar samarretes commemoratives similars a les usades el 1913, la seva primera temporada a l'estadi; el club va tornar als seus colors normals a l'inici de la propera temporada. La temporada 2008-09, l'Arsenal va substituir les tradicionals mànigues blanques amb mànigues de color vermell amb una àmplia franja blanca.
Aquests colors de l'Arsenal han estat la inspiració per a molts altres clubs. El 1909 l'Sparta Praga va adoptar un uniforme de color vermell fosc com el que portava l'Arsenal en aquest moment; el 1938 l'Hibernian va adoptar el disseny de les mànigues de la camisa de l'Arsenal a la seva pròpia franja verda i blanca. El 1920, l'entrenador del Sporting Clube de Braga, després de tornar a Braga després d'un partit a l'Arsenal Stadium, va canviar l'uniforme verd del seu equip per una còpia de l'uniforme de l'Arsenal de vermell amb mànigues blanques i pantalons curts, donant lloc al sobrenom de l'equip de Us Arsenalistas. Aquests equips encara usen aquests dissenys en l'actualitat.
D'altra banda, durant molts anys els colors utilitzats per l'uniforme de visitant de l'Arsenal (o reserva) eren samarretes blanques i pantalons curts, ja siguin negres o blancs. La temporada 1969-70 l'Arsenal va presentar un uniforme que consistia en samarretes grogues amb pantalons blaus. Aquest uniforme va ser usat en la final de la FA Cup de 1971, en la qual l'Arsenal va vèncer el Liverpool per guanyar el doblet per primera vegada en la seva història. A l'any següent, l'Arsenal va arribar una altra vegada a la final de la FA Cup, portant una samarreta amb franges vermelles i blanques, i sent derrotats davant el Leeds United FC. L'Arsenal després va competir en tres finals consecutives d'aquesta competència entre 1978 i 1980, canviant les franges a groc i blau, argumentant que els portaria sort. Aquest canvi es va mantenir fins que en la temporada 1982-83, va sortir a la venda un uniforme amb colors de verd i blau marí, sense franges. La següent temporada, l'Arsenal va tornar a l'uniforme de color groc i blau, encara que amb un to blau més fosc que abans.
Quan Nike va reemplaçar a Adidas com a proveïdor de la indumentària de l'Arsenal el 1994, els colors usats per als partits de visitant van canviar de nou a les samarretes i pantalons curts de color blau de dos tons. Des de la dècada dels 90, juntament amb l'adveniment del lucratiu negoci de la venda de samarretes, els colors de reserva han canviat de temporada en temporada, tenint fins i tot un tercer uniforme en cas de ser necessari. Durant aquest període, els dissenys han estat totalment blaus, o han tingut variacions en el tradicional groc i blau, com un color daurat metàl·lic i blau marí a franges usat en la temporada 2001-02, o altres indumentàries amb colors groc i gris fosc —usat entre 2005 i 2007—, o groc i marró de l'any, —usat de l'any 2010 al 2013. A partir de l'any 2009 el segon uniforme es canvia cada temporada, i l'uniforme sortint per temporada es converteix en el tercer uniforme del club si hi ha modificacions en el primer uniforme.

### Fabricants de l'uniforme i patrocinadors
La samarreta de l'Arsenal ha estat fabricada per marques com Bukta (des de la dècada de 1930 fins a principis de la dècada de 1970), Umbro (de la dècada de 1970 fins a 1986), Adidas (1986-1994), Nike (1994-2014), i Puma (de 2014). D'altra banda, l'Arsenal, com els de la majoria dels clubs de futbol més importants, va tenir destacats patrocinadors com JVC (1982-1999), Sega (1999-2002), Telefónica O2 (2002-2006), i Fly Emirates (des de 2006 fins a l'actualitat).
| Període   | Proveïdor | Patrocinador |
| --------- | --------- | ------------ |
| 1930–1970 | Bukta     | Cap          |
| 1971–1980 | Umbro     | Cap          |
| 1981–1986 | Umbro     |              |
| 1986–1994 |           |              |
| 1994–1999 |           |              |
| 1999–2002 |           |              |
| 2002–2006 |           |              |
| 2006–2014 |           |              |
| 2014–2019 |           |              |
| 2019-     |           |              |

## Estadi

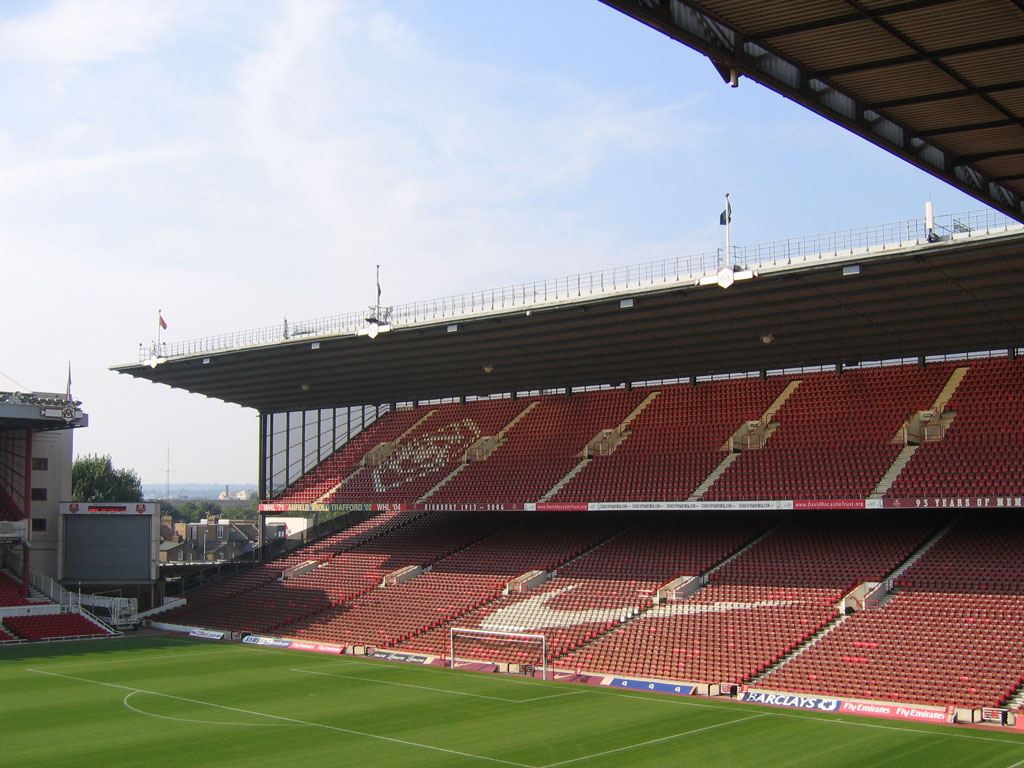
Arsenal Stadium, Highbury.

Mentre l'Arsenal estava al sud-est de Londres, va disputar la majoria dels seus partits de local en el Manor Ground del districte de Plumstead, a més d'un període de tres anys en el proper «Invicta Ground» entre 1890 i 1893. El Manor Ground va ser inicialment només un camp de joc, fins que el club va instal·lar tribunes i platees per al seu primer partit a la Football League al setembre de 1893. Van jugar els seus partits de local allà durant els propers vint anys (amb dues excepcions en la temporada 1894-95), fins al pas al nord de Londres el 1913.
L'Arsenal Stadium, conegut majoritàriament com a Highbury, va ser l'estadi de l'Arsenal des de setembre de 1913 fins a maig de 2006. L'estadi original va ser construït pel prestigiós arquitecte Archibald Leitch, i tenia un disseny comú amb molts estadis del Regne Unit en aquest temps, amb una graderia coberta i tres tribunes populars descobertes, on la gent observava el partit dreta, o asseguda en els seus graons. Tot l'estadi se li va donar una revisió massiva en la dècada de 1930: es va implementar un estil arquitectònic innovador (l'Art Déco) i es van construir noves graderies a l'est, en les reobertures de l'estadi el 1932 i el 1936 respectivament. Es va construir, al seu torn, un sostre a la popular zona nord de l'estadi, que va ser bombardejat durant la Segona Guerra Mundial i no va ser restaurat fins a 1954.
En aquest moment Highbury podia albergar al voltant de 30.000 persones i 57.000 fins als primers anys dels 90. L'Informe Taylor, dictat pel govern de Margaret Thatcher per erradicar el fenomen del «hooliganisme» i millorar la seguretat en els estadis, arran de la Tragèdia de Hillsborough i les regulacions de la FA Premier League van forçar a l'Arsenal a haver de posar seients a tot l'estadi el 1992, reduint la seva capacitat a 38.500 persones i eliminant les tribunes populars. Quan a l'estadi es jugaven partits de la Lliga de Campions de la UEFA, aquesta capacitat de 38.500 persones es veia reduïda per acomodar tanques publicitàries addicionals, la qual cosa va provocar que durant dues temporades (1998-99 i 1999-00) l'Arsenal jugués els partits de local de la Lliga de Campions a l'Estadi de Wembley, que podia albergar més de 70.000 persones.

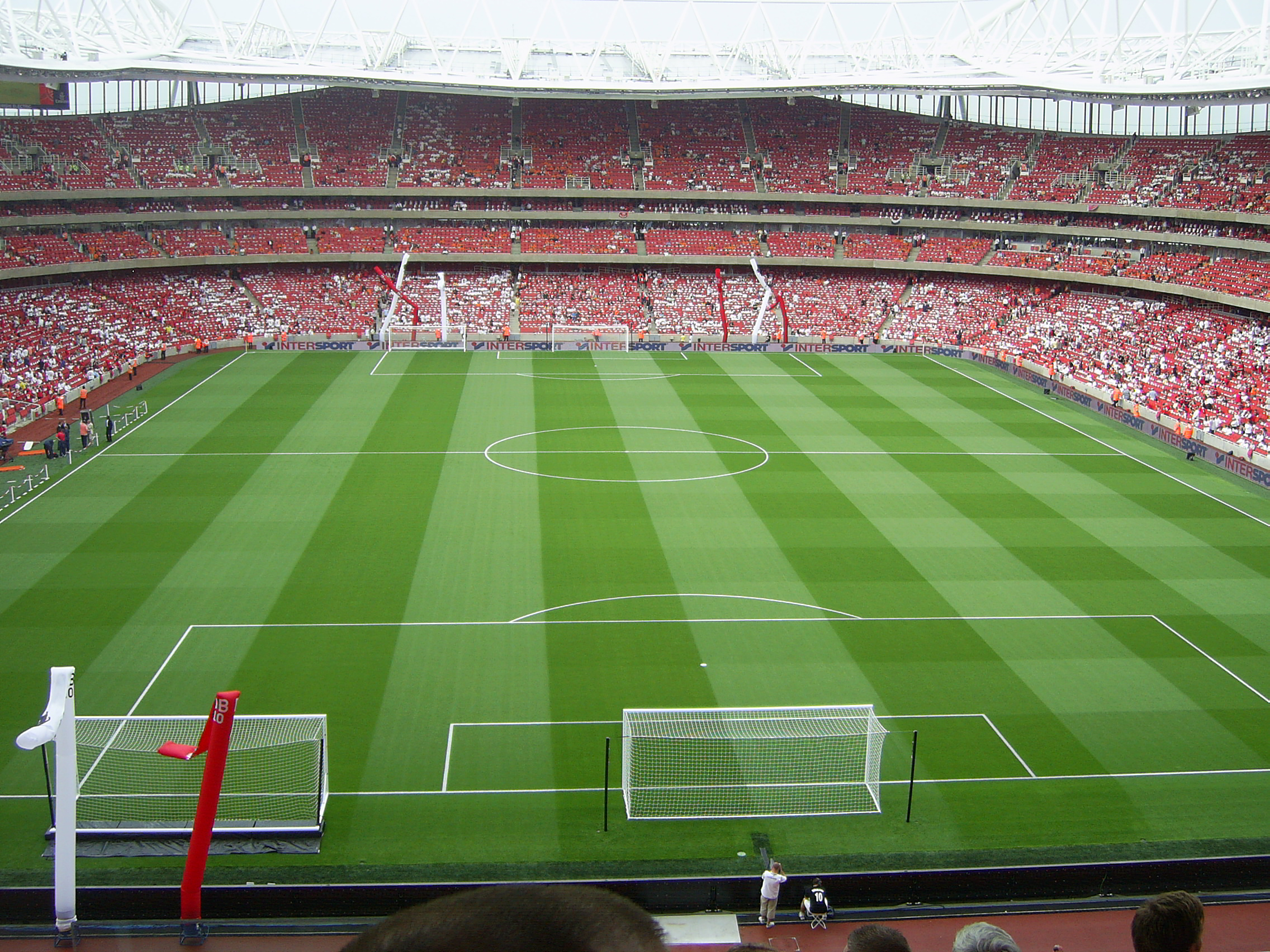
L'Emirates Stadium en el dia del comiat de Dennis Bergkamp.

A més a més la possibilitat que l'estadi de Highbury s'ampliés era difícil, perquè 3 sectors de l'estadi estaven molt a prop de zones residencials i el sector est estava protegit i no es podia demolir per ser una construcció d'especial interès al Regne Unit. Aquestes limitacions van impedir al club maximitzar la concurrència de públic als seus partits durant els anys 1990 i la primera dècada del segle XXI, posant en perill l'estabilitat del club a l'elit del futbol de l'època.
Després de considerar diverses opcions, l'any 2000, la junta directiva del club va decidir construir un nou estadi que pogués albergar a unes 60.000 persones a Ashburton Grove, a 500 metres al sud-oest de Highbury, que es va dir Emirates Stadium.
El projecte es va retardar inicialment per les restriccions de la zona i l'augment dels costos,
i la construcció es va acabar el juliol de 2006, just a temps per al començament de la temporada 2006-07.
L'Emirates Stadium va ser anomenat així després que se signés un contracte amb l'empresa d'aerolínies Emirates per £100 milions, el contracte més gran d'aquest tipus a Anglaterra en la història. No obstant això, alguns seguidors es refereixen a l'estadi com «Ashburton Grove» o «The Grove», ja que no estan d'acord que un estadi porti un nom d'una empresa. L'estadi serà conegut oficialment com l'«Emirates Stadium» almenys fins al 2028, i la companyia aèria serà el patrocinador de la samarreta del club fins al final de la temporada 2018-19. Des de l'inici de la temporada 2010-11 d'ara endavant, les graderies de l'estadi han estat oficialment conegudes com a «North Bank», «East Stand», «West Stand» i «Clock End».
D'altra banda, els jugadors de l'Arsenal s'entrenen en el Shenley Training Centre a Hertfordshire, un complex especialment dissenyat per a entrenaments que es va inaugurar el 1999. Abans de la construcció d'aquest complex, el club usava les instal·lacions d'un complex que era propietat del University College de Londres. Previ a això, fins a 1961, els entrenaments es realitzaven a l'antic Arsenal Stadium. Finalment, els equips juvenils del club disputen els seus partits de local a Shenley, mentre que l'equip de reserves fa el mateix en el Meadow Park, estadi en propietat del Borehamwood Football Club.

## Afició

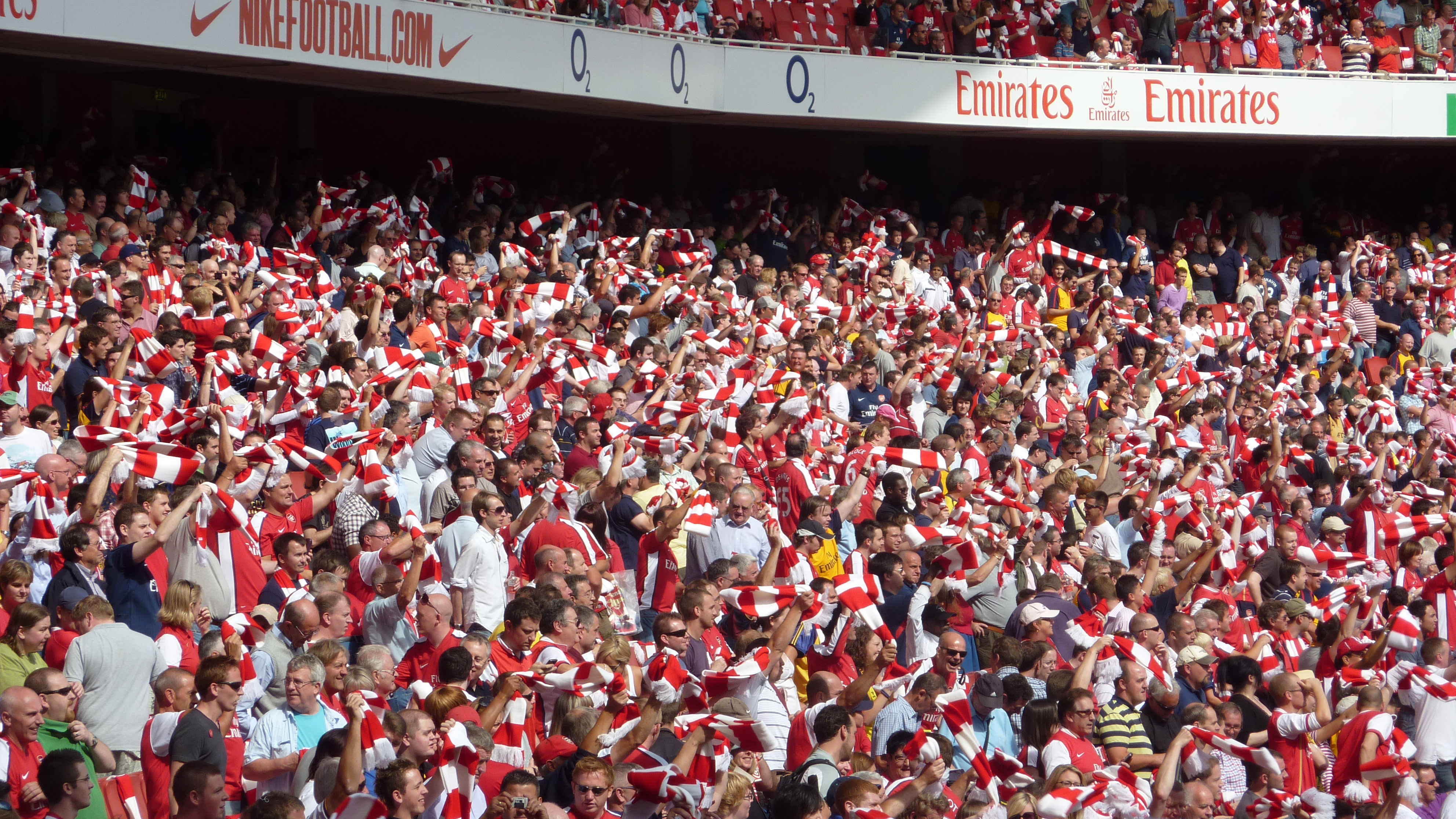
Afició de l'Arsenal a l'Emirates Stadium.

Els afeccionats de l'Arsenal sovint es refereixen a si mateixos com «Gooners», el nom deriva del sobrenom de l'equip, «The Gunners». La quantitat d'afeccionats és gran i en general, les entrades per pràcticament tots els partits de local s'esgoten; en la temporada 2007-08, el club va tenir la segona mitjana d'assistència més alta de la Premier League (60.070, que va ser del 99,5% de la capacitat disponible), i des de 2006, la mitjana d'assistència és la quarta més alta de tota la història del futbol anglès. Cal tenir en compte que algunes xifres d'assistència utilitzades per aquesta font són estimacions i poden no ser del tot exactes. L'Arsenal té la setena mitjana d'assistència més alta del futbol d'Europa solament superat pel Borussia Dortmund, FC Barcelona, Manchester United FC, Reial Madrid, FC Bayern de Múnic, i Schalke. La ubicació del club, propera a àrees de classe alta com Canonbury i Barnsbury, zones mixtes, tals com Islington, Holloway, Highbury, i l'adjacent districte londinenc de Camden, i a àrees en gran part de la classe obrera, com Finsbury Park i Stoke Newington, ha significat que els seguidors de l'Arsenal siguin d'una gran varietat de classes socials.
Com tots els clubs grans del futbol anglès, l'Arsenal té un nombre de grups partidaris interns, inclosos l'Arsenal Football Supporters' Club —traducció: Afeccionats de l'Arsenal Football Club—, que treballa en estreta col·laboració amb el club, i l'Arsenal Independent Supporters' Association —traducció: Associació Independent d'Afeccionats de l'Arsenal—, que manté una línia més independent. L'Arsenal Supporters' Trust promou una major participació en la propietat del club pels seguidors. Els partidaris del club també publiquen diverses fanzines com The Gunner, Gunflash i la satírica Up The Arse!. A més, es troben els habituals càntics de futbol, on els «Gooners», amb la melodia de la cançó «Go West», canten la cançó «One-Nil to the Arsenal» en suport a l'equip. Un altre càntic usat és «Boring, Boring, Arsenal», que solia ser una burla comuna dels afeccionats d'altres clubs, però ara es canta irònicament pels partidaris de l'Arsenal quan l'equip està jugant bé. Alguns càntics poden incloure insults cap a alguns equips.

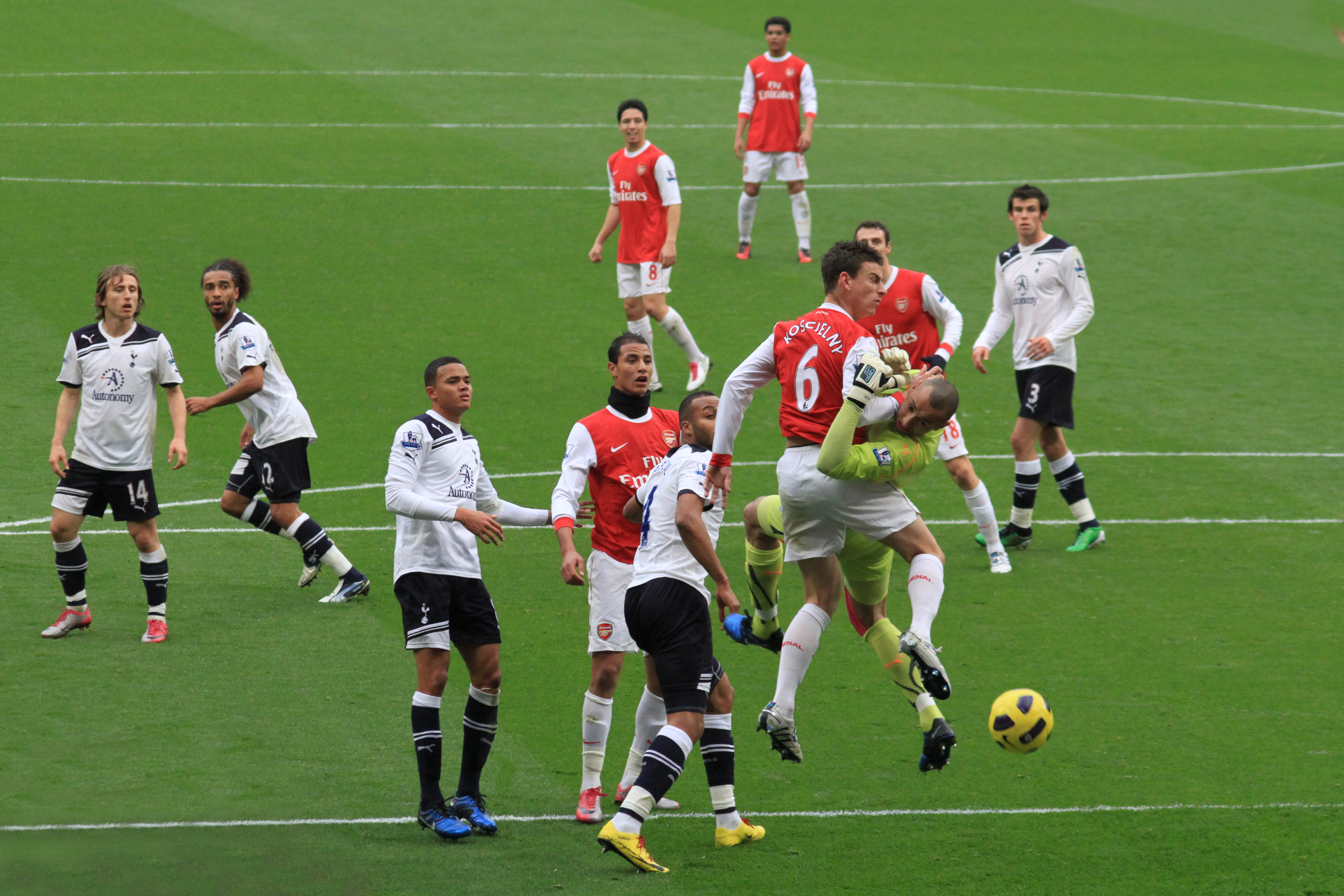
Partit al novembre de 2010 entre l'Arsenal i el Tottenham Hotspur FC, conegut com el Derbi del Nord de Londres.

Sempre hi ha hagut seguidors de l'Arsenal fora de la ciutat de Londres, i des de l'arribada de la televisió per satèl·lit, el seguiment cap a un club de futbol s'ha convertit en menys depenent de la ubicació geogràfica de cada persona. En conseqüència, l'Arsenal té un nombre important d'afeccionats fora de Londres i a tot el món. Prova d'això són les penyes: el 2007, es trobaven afiliades al club 24 penyes del Regne Unit, altres 37 d'Irlanda i altres 49 a l'estranger. Un informe realitzat el 2005 per l'empresa Granada Ventures, que en aquest moment posseïa una participació del 9,9% en el club, va estimar uns 27 milions de seguidors de l'Arsenal a nivell mundial.
Quant a rivalitats es refereix, la rivalitat més tradicional de l'Arsenal és amb el Tottenham Hotspur FC. Aquesta rivalitat es deu a causa de la gran proximitat que tenen tots dos clubs i els partits disputats entre tots dos es coneixen com el «Derbi del Nord de Londres». Altres rivalitats amb equips dins de Londres són contra el Chelsea FC, el Fulham FC i el West Ham United. A més, l'Arsenal i el Manchester United FC van desenvolupar una forta rivalitat en el camp a la fi dels anys 1980, que es va intensificar en els últims anys, quan tots dos clubs estaven competint pel títol de la Premier League, tant és així que una enquesta en línia de l'any 2003 realitzada per la companyia Football Fans Census va donar com a resultat al Manchester United FC com el màxim rival de l'Arsenal, seguit pel Tottenham Hotspur FC i el Chelsea FC. No obstant això, una altra enquesta en línia revela que és davant el Tottenham la rivalitat més important.

## Palmarès
- Recopa d'Europa: 1 (1993-94)
- Copa de les Ciutats en Fires: 1 (1969-70)
- Lliga anglesa: 13 (1931, 1933, 1934, 1935, 1938, 1948, 1953, 1971, 1989, 1991, 1998, 2002, 2004)
- Copa anglesa: 14 (1930, 1936, 1950, 1971, 1979, 1993, 1998, 2002, 2003, 2005, 2014, 2015, 2017, 2020)
- Copa de la Lliga anglesa: 2 (1987, 1993)
- Community Shield: 17 (1930, 1931, 1933, 1934, 1938, 1948, 1953, 1991, 1998, 1999, 2002, 2004, 2014, 2015, 2017, 2020, 2023)
- Football League Centenary Trophy: 1 (1988)

## Jugadors

### Plantilla 2025-26
A 26 juliol 2025
| N. | Pos. | Nac. | Jugador                  |
| -- | ---- | --- | ------------------------ |
| 1  | POR  | [[Fitxer:Flag of Spain.svg\|23x15px\|border \|alt=Espanya\|link=Selecció de futbol d'Espanya\|{{#if:\|]]                                       | David Raya               |
| 2  | DEF  | [[Fitxer:Flag of France (1794–1815, 1830–1974).svg\|23x15px\|border \|alt=França\|link=Selecció de futbol de França\|{{#if:\|]]                | William Saliba           |
| 3  | DEF  | [[Fitxer:Flag of the Valencian Community (2x3).svg\|23x15px\|border \|alt=País Valencià\|link=Selecció de futbol del País Valencià\|{{#if:\|]] | Cristhian Mosquera       |
| 4  | DEF  | [[Fitxer:Flag of England.svg\|23x15px\|border \|alt=Anglaterra\|link=Selecció de futbol d'Anglaterra\|{{#if:\|]]                               | Ben White                |
| 6  | DEF  | [[Fitxer:Flag of Brazil.svg\|23x15px\|border \|alt=Brasil\|link=Selecció de futbol del Brasil\|{{#if:\|]]                                      | Gabriel Magalhães        |
| 7  | DAV  | [[Fitxer:Flag of England.svg\|23x15px\|border \|alt=Anglaterra\|link=Selecció de futbol d'Anglaterra\|{{#if:\|]]                               | Bukayo Saka              |
| 8  | MIG  | [[Fitxer:Flag of Norway.svg\|23x15px\|border \|alt=Noruega\|link=Selecció de futbol de Noruega\|{{#if:\|]]                                     | Martin Ødegaard (capità) |
| 9  | DAV  | [[Fitxer:Flag of Brazil.svg\|23x15px\|border \|alt=Brasil\|link=Selecció de futbol del Brasil\|{{#if:\|]]                                      | Gabriel Jesus            |
| 11 | DAV  | [[Fitxer:Flag of Brazil.svg\|23x15px\|border \|alt=Brasil\|link=Selecció de futbol del Brasil\|{{#if:\|]]                                      | Gabriel Martinelli       |
| 12 | DEF  | [[Fitxer:Flag of the Netherlands.svg\|23x15px\|border \|alt=Països Baixos\|link=Selecció de futbol dels Països Baixos\|{{#if:\|]]              | Jurriën Timber           |
| 13 | POR  | [[Fitxer:Flag of Spain.svg\|23x15px\|border \|alt=Espanya\|link=Selecció de futbol d'Espanya\|{{#if:\|]]                                       | Kepa Arrizabalaga        |
| 14 | DAV  | [[Fitxer:Flag of Sweden.svg\|23x15px\|border \|alt=Suècia\|link=Selecció de futbol de Suècia\|{{#if:\|]]                                       | Viktor Gyökeres          |
| 15 | DEF  | [[Fitxer:Flag of Poland.svg\|23x15px\|border \|alt=Polònia\|link=Selecció de futbol de Polònia\|{{#if:\|]]                                     | Jakub Kiwior             |
| 16 | MIG  | [[Fitxer:Flag of Denmark.svg\|23x15px\|border \|alt=Dinamarca\|link=Selecció de futbol de Dinamarca\|{{#if:\|]]                                | Christian Nørgaard       |

| N. | Pos. | Nac. | Jugador              |
| -- | ---- | --- | -------------------- |
| 17 | DEF  | [[Fitxer:Flag of Ukraine.svg\|23x15px\|border \|alt=Ucraïna\|link=Selecció de futbol d'Ucraïna\|{{#if:\|]]                | Oleksandr Zinchenko  |
| 19 | DAV  | [[Fitxer:Flag of Belgium (civil).svg\|23x15px\|border \|alt=Bèlgica\|link=Selecció de futbol de Bèlgica\|{{#if:\|]]       | Leandro Trossard     |
| 20 | DAV  | [[Fitxer:Flag of England.svg\|23x15px\|border \|alt=Anglaterra\|link=Selecció de futbol d'Anglaterra\|{{#if:\|]]          | Noni Madueke         |
| 21 | MIG  | [[Fitxer:Flag of Portugal (official).svg\|23x15px\|border \|alt=Portugal\|link=Selecció de futbol de Portugal\|{{#if:\|]] | Fábio Vieira         |
| 22 | MIG  | [[Fitxer:Flag of England.svg\|23x15px\|border \|alt=Anglaterra\|link=Selecció de futbol d'Anglaterra\|{{#if:\|]]          | Ethan Nwaneri        |
| 23 | MIG  | [[Fitxer:Flag of Spain.svg\|23x15px\|border \|alt=Espanya\|link=Selecció de futbol d'Espanya\|{{#if:\|]]                  | Mikel Merino         |
| 24 | DAV  | [[Fitxer:Flag of England.svg\|23x15px\|border \|alt=Anglaterra\|link=Selecció de futbol d'Anglaterra\|{{#if:\|]]          | Reiss Nelson         |
| 28 | MIG  | [[Fitxer:Flag of Belgium (civil).svg\|23x15px\|border \|alt=Bèlgica\|link=Selecció de futbol de Bèlgica\|{{#if:\|]]       | Albert Sambi Lokonga |
| 29 | DAV  | [[Fitxer:Flag of Germany.svg\|23x15px\|border \|alt=Alemanya\|link=Selecció de futbol d'Alemanya\|{{#if:\|]]              | Kai Havertz          |
| 31 | POR  | [[Fitxer:Flag of Estonia.svg\|23x15px\|border \|alt=Estònia\|link=Selecció de futbol d'Estònia\|{{#if:\|]]                | Karl Hein            |
| 33 | DEF  | [[Fitxer:Flag of Italy.svg\|23x15px\|border \|alt=Itàlia\|link=Selecció de futbol d'Itàlia\|{{#if:\|]]                    | Riccardo Calafiori   |
| 36 | MIG  | [[Fitxer:Flag of Spain.svg\|23x15px\|border \|alt=Espanya\|link=Selecció de futbol d'Espanya\|{{#if:\|]]                  | Martín Zubimendi     |
| 41 | MIG  | [[Fitxer:Flag of England.svg\|23x15px\|border \|alt=Anglaterra\|link=Selecció de futbol d'Anglaterra\|{{#if:\|]]          | Declan Rice          |
| 49 | DEF  | [[Fitxer:Flag of England.svg\|23x15px\|border \|alt=Anglaterra\|link=Selecció de futbol d'Anglaterra\|{{#if:\|]]          | Myles Lewis-Skelly   |

### Jugadors històrics destacats

Primer escut del Royal Arsenal (1888)

Entre parèntesis l'any del debut.
- Jimmy Brain (1924)
- Eddie Hapgood (1927)
- David Jack (1928)
- Cliff Bastin (1929)
- Alex James (1929)
- Leslie Compton (1932)
- Ted Drake (1934)
- Denis Compton (1936)
- Reg Lewis (1938)
- Walley Barnes (1946)
- Joe Mercer (1946)
- Laurie Scott (1946)
- Dave Bowen (1951)
- Jack Kelsey (1951)
- Jimmy Bloomfield (1954)
- David Herd (1954)
- George Armstrong (1962)
- Bob Wilson (1963)
- John Radford (1963)
- Frank McLintock (1964)
- Bob McNab (1966)
- Charlie George (1969)
- Ray Kennedy (1969)
- Liam Brady (1973)
- Frank Stapleton (1975)
- David O'Leary (1975)
- Pat Jennings (1977)
- Kenny Sansom (1980)
- Tony Adams (1983)
- David Rocastle (1985)
- Paul Merson (1986)
- Michael Thomas (1986)
- David Seaman (1990)
- Ian Wright (1991)
- Dennis Bergkamp (1995)
- Patrick Vieira (1996)
- Marc Overmars (1997)
- Nicolas Anelka (1997)
- Fredrik Ljungberg (1998)
- Nwankwo Kanu (1999)
- Thierry Henry (1999)
- Ashley Cole (2000)
- Robert Pirès (2000)
- Sol Campbell (2001)
- Francesc Fàbregas (2003)
- José Antonio Reyes (2004)
- Robin Van Persie (2004)

## Entrenadors

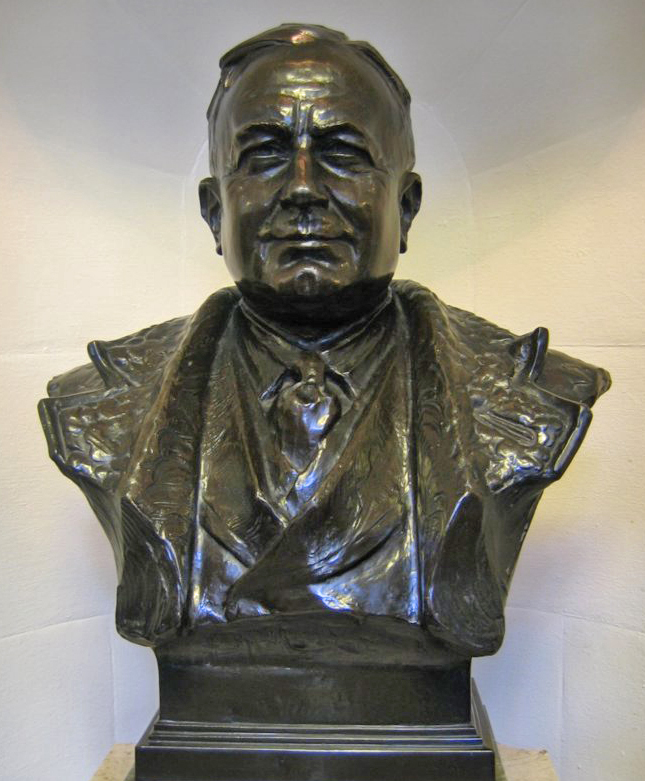
Bust de Herbert Chapman a l'Arsenal Stadium.

- Sam Hollis	(1894 – 1897)
- Thomas Mitchell	(1897 – 1898)
- George Elcoat	(1898 – 1899)
- Harry Bradshaw	(1899 – 1904)
- Phil Kelso	(1904 – 1908)
- George Morrell	(1908 – 1915)
- Leslie Knighton	(1919 – 1925)
- Herbert Chapman	(1925 – 1934)
- Joe Shaw (*)	(1934 – 1934)
- George Allison	(1934 – 1947)
- Tom Whittaker	(1947 – 1956)
- Jack Crayston	(1956 – 1958)
- George Swindin	(1958 – 1962)
- Billy Wright	(1962 – 1966)
- Bertie Mee	(1966 – 1976)
- Terry Neill	(1976 – 1983)
- Don Howe		(1983 – 1986)
- Steve Burtenshaw[79]	(1986 – 1986)
- George Graham	(1986 – 1995)
- Stewart Houston[79]	(1995 – 1995)
- Bruce Rioch	(1995 – 1996)
- Stewart Houston[79]	(1996 – 1996)
- Pat Rice[79]	(1996 – 1996)
- Arsène Wenger	(1996 – 2018)
- Unai Emery (2018 - 2019)
- Freddie Ljungberg (2019)
- Mikel Arteta (2019 -)

## Galeria

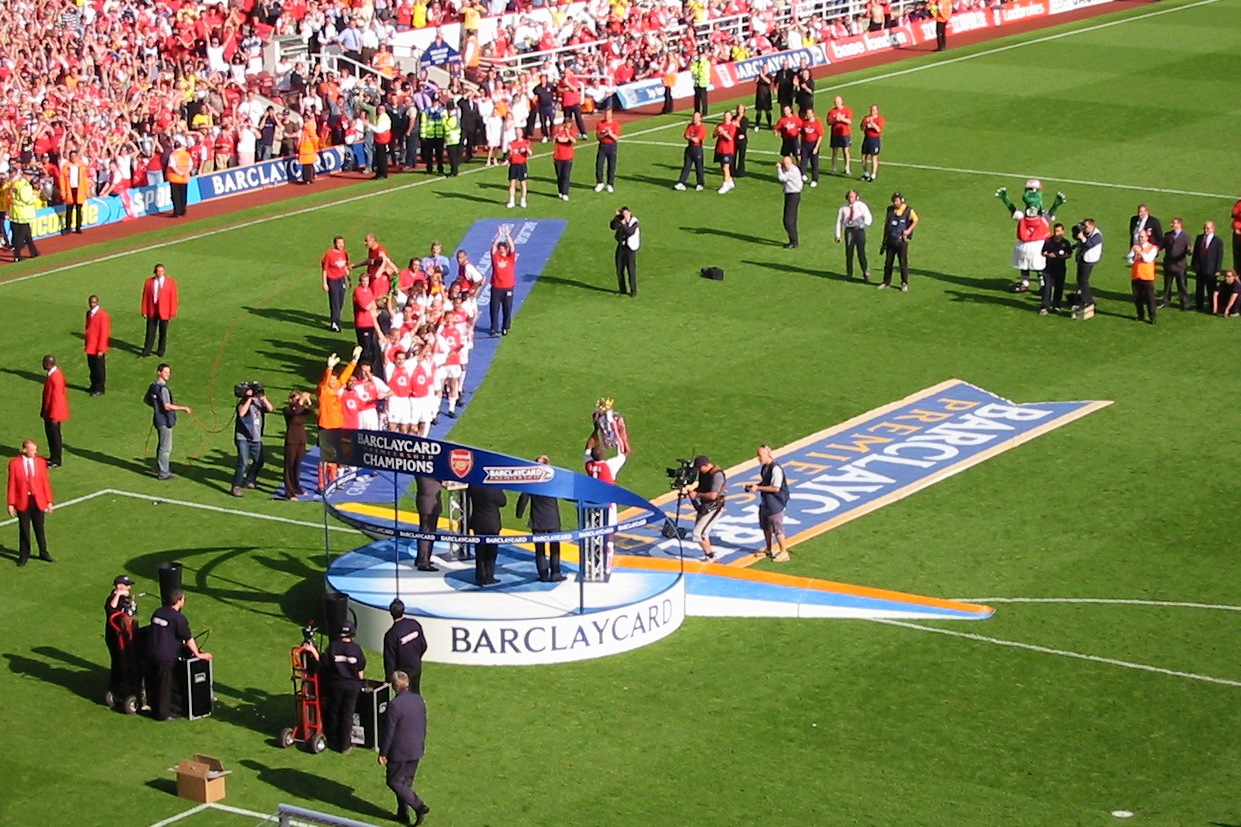
El capità de l'Arsenal, Patrick Vieira, aixeca el trofeu de la FA Premier League 2003-2004.
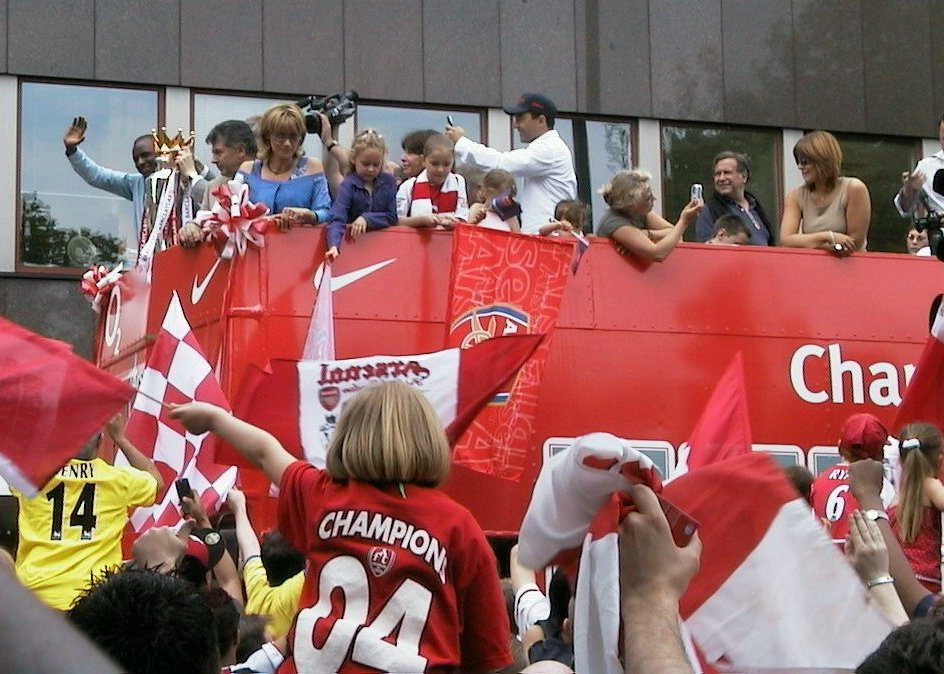
Celebració del títol aconseguit el 2004.
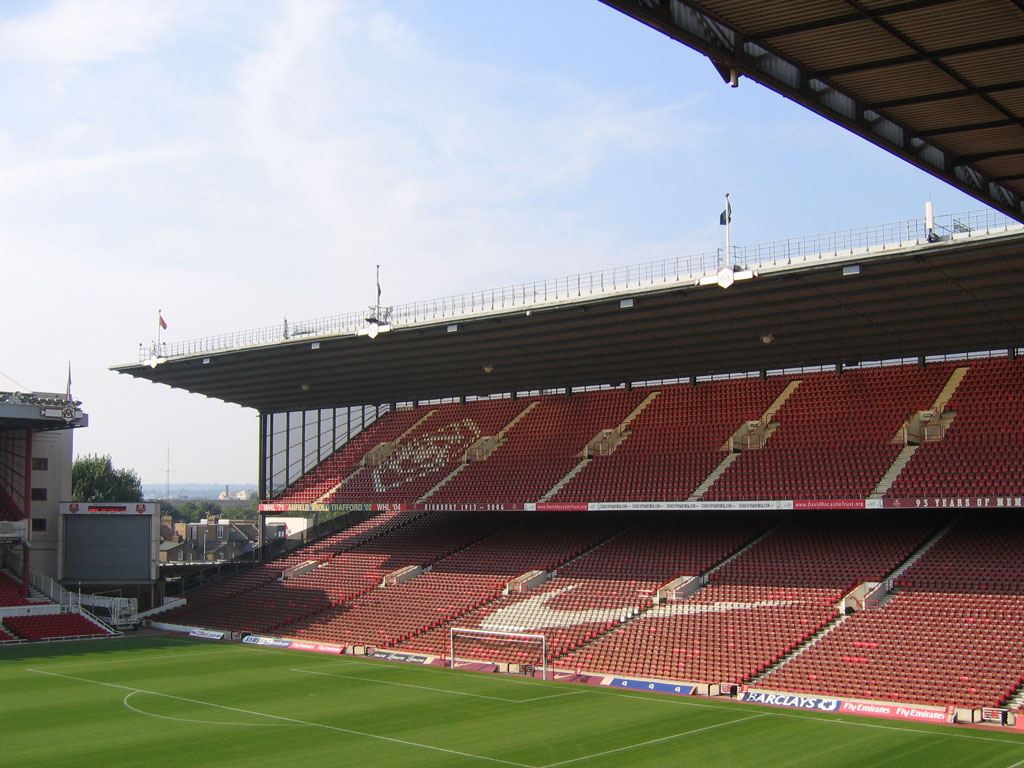
Sector nord de l'Arsenal Stadium.
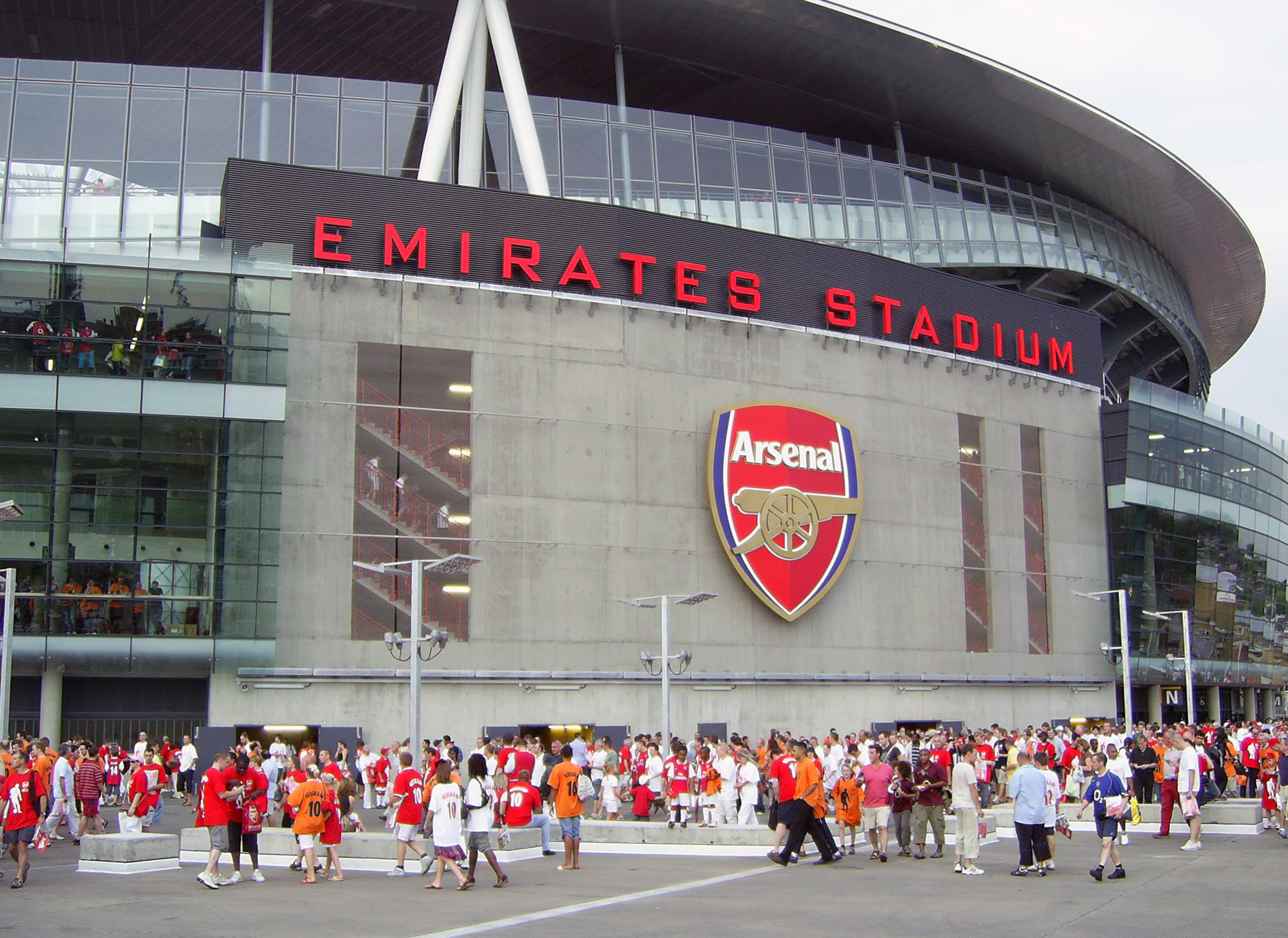
L'Emirates Stadium en l'adéu de Dennis Bergkamp.